# Manava
Manava (750 a.C. circa – 690 a.C.) è stato un matematico indiano, autore del testo geometrico di Shulba Sutra.
Il Shulba Sutra di Manava non è né il più antico (quello di Baudhayana è di gran lunga più vecchio), né uno dei più importanti, essendocene almeno tre considerati più rilevanti. Gli storici collocano la nascita dell'autore intorno al 750 a.C.
Manava non sarebbe stato un matematico per come lo intendiamo oggi. Ma non era nemmeno un semplice scriba che si limitava a copiare manoscritti, come Ahmes. Certamente era un uomo di notevole cultura, ma probabilmente studiava la matematica per utilizzarla in varie pratiche religiose, non era interessato a un sapere fine a se stesso. Indubbiamente scrisse il Shulba Sutra per fornire regole per i riti religiosi ed è quasi certo che lo stesso Manava fosse un sacerdote indù.
La matematica fornita nei Shulba Sutra è fondamentale per un'accurata costruzione degli altari adibiti ai sacrifici. Inoltre, dallo scritto risulta chiaro che Manava, oltre che sacerdote, doveva essere un abile artigiano.
Il Shulba Sutra di Manava, come tutti i Sulbasutra, conteneva costruzioni approssimative di cerchi dai rettangoli e quadrati dai cerchi, che possono essere pensati come valori approssimativi di π. Appaiono quindi diversi valori della costante in tutto lo scritto, tanto che ogni costruzione riguardante cerchi porta a una diversa approssimazione. L'articolo di R.C. Gupta si occupa di un'interpretazione dei versi 11.14 e 11.15 dell'opera di Manava che forniscono un valore di π = 25/8 = 3.125.